# Explorer 39
Explorer 39, conocido también como AD-C, fue un satélite artificial de la NASA lanzado el 8 de agosto de 1968 desde la Base Aérea de Vandenberg mediante un cohete Scout. Reentró en la atmósfera el 22 de junio de 1981. Formó parte de la serie de satélites AD (Air Density) para realizar mediciones en la atmósfera superior.

## Objetivos
El objetivo de AD-C fue realizar estudios sobre densidad de la atmósfera superior.

## Características
Explorer 39 era idéntico a Explorer 9, Explorer 19 y Explorer 24. Consistía en una esfera hinchable de 3,66 m de diámetro formada por varias capas de película plástica y de aluminio. En la superficie y uniformemente distribuidos podían encontrarse puntos de 5,1 cm de diámetro de pintura blanca para control térmico. En la superficie también llevaba una baliza de seguimiento funcionando a 136 MHz y alimentada por cuatro células solares y que utilizaba los hemisferios eléctricamente separados de la esfera como antena.
La baliza dejó de emitir en junio de 1971.